# Lauren McCrostie
 (mai 2017).
Si vous disposez d'ouvrages ou d'articles de référence ou si vous connaissez des sites web de qualité traitant du thème abordé ici, merci de compléter l'article en donnant les références utiles à sa vérifiabilité et en les liant à la section « Notes et références ».
Lauren McCrostie, née le 10 janvier 1996 à Londres, est une actrice britannique. Elle est surtout connue pour ses rôles dans les films Miss Peregrine et les Enfants particuliers et The Falling.

## Carrière
A Londres, McCrostie a fréquenté l'école des bébés Dulwich Village, Dulwich Hamlet, The Charter School et l'école St Marylebone. McCrostie a toujours eu une passion pour la réalisation et, enfant, elle persuaderait sa jeune sœur de jouer avec elle et de créer des spectacles pour ses parents. 
McCrostie a fait ses débuts au cinéma lors de son audition pour le film The Falling de Carol Morley. Bien que McCrostie n'ait pas de formation formelle au théâtre, elle a interprété le personnage de Gwen dans ce film aux côtés de Maisie Williams, de Florence Pugh et de Greta Scacchi. 
À la suite d'une audition et d'une rencontre avec Tim Burton, McCrostie a été choisie pour interpréter Olive Abroholos Elephanta dans le film Miss Peregrine et les Enfants particuliers, aux côtés d'Eva Green, Asa Butterfield, Ella Purnell et Samuel L. Jackson.
Avant d'être actrice, McCrostie était serveuse dans un café et s'est rendue dans des cours de théâtre au Centre des acteurs. McCrostie est devenue l'ambassadrice du Festival du film de Barnes en 2017 qui s'adresse aux jeunes qui cherchent des points de vente pour exprimer leur créativité dans le cinéma et les médias.

## Filmographie
- 2014 : The Falling : Gwen
- 2015 : Brothers : Rachel
- 2016 : School Girls : Leila
- 2016 : Second Skin : Lucy
- 2016 : Miss Peregrine et les Enfants particuliers : Olive